# Patrick Reiterer
Patrick Reiterer (Meran, 28 september 1990) is een Italiaans autocoureur die anno 2010 in de GP3 rijdt. Eerder heeft hij deelgenomen aan onder andere de Italiaanse Formule Renault 2.0 en de International Formula Master.

## GP3-resultaten
- Races vetgedrukt betekent polepositie, races schuingedrukt betekent snelste ronde

| Jaar | 1          | 2          | 3          | 4          | 5       | 6       | 7       | 8       | 9       | 10      | 11      | 12      | 13      | 14      | 15      | 16      | Rang | Punten |
| ---- | ---------- | ---------- | ---------- | ---------- | ------- | ------- | ------- | ------- | ------- | ------- | ------- | ------- | ------- | ------- | ------- | ------- | ---- | ------ |
| 2010 | ESP FEA NC | ESP SPR 17 | TUR FEA 14 | TUR SPR 25 | VAL FEA | VAL SPR | GBR FEA | GBR SPR | GER FEA | GER SPR | HUN FEA | HUN SPR | BEL FEA | BEL SPR | ITA FEA | ITA SPR | 29*  | 0*     |

* Seizoen loopt nog.